# Gelanes belokobylskii
Gelanes belokobylskii är en stekelart som beskrevs av Andrey Ivanovich Khalaim 2002. Gelanes belokobylskii ingår i släktet Gelanes och familjen brokparasitsteklar. Inga underarter finns listade i Catalogue of Life.